# 대한민국 민법 제763조
대한민국 민법 제763조는 준용규정에 대한 민법조문이다.

## 조문
제763조(준용규정) 제393조, 제394조, 제396조, 제399조의 규정은 불법행위로 인한 손해배상에 준용한다.

第763條(準用規定) 第393條, 第394條, 第396條, 第399條의 規定은 不法行爲로 因한 損害賠償에 準用한다.

## 참고 문헌
- 오지용, 손해배상의 이론과 실무, 동방문화사 , 2008. ISBN 9788991902213

## 같이 보기
- 대한민국 민법 제396조
- 대한민국 민법 제394조
- 호의동승